# Kanye West
Ye, geboren als Kanye Omari West ([ˈkɑːnjeɪ oʊˈmɑri wɛst]; Atlanta, 8 juni 1977), is een Amerikaans controversieel muziekproducent en ondernemer. 
Hij heeft met 161 nummers in de Billboard Hot 100 gestaan, waarvan 5 nummers op de hoogste positie eindigde. Ook heeft hij 24 Grammy Awards achter zijn naam, waarmee hij de jongste artiest is met zoveel onderscheidingen.
Naast een muziekcarrière is hij actief als modeontwerper. Hij stelde zich in 2020 verkiesbaar bij de Amerikaanse presidentsverkiezingen.
West begon zijn carrière als producer bij Roc-A-Fella Records, waar hij erkenning genoot door de producties op Jay-Z's The Blueprint en hits van onder anderen Ludacris, Alicia Keys en Janet Jackson. Zijn productiestijl werd gekenmerkt door samples van soulnummers met een hoge toonhoogte (zogenaamde 'chipmunk soul'). Later breidde hij zijn productiestijl uit met invloeden uit vele muziekstijlen, zoals: r&b, triphop, house, volksmuziek, alternatieve rock, synthpop, industrial en klassiek.

## Biografie

### Jeugd
Ye werd op 8 juni 1977 geboren in Atlanta (Georgia). Zijn ouders scheidden toen hij drie jaar oud was, waarop hij en zijn moeder naar Chicago verhuisden. Zijn vader is Ray West, een voormalig Zwarte Panter. Later werd hij een christelijk raadgever en opende in 2006 een eigen zaak met het geld van zijn zoon. Wests moeder, dr. Donda C. (Williams) West, was hoogleraar Engelse taal aan de Clark Atlanta Universiteit, voordat ze met pensioen ging om als manager van haar zoon te fungeren.
Ye groeide op in een gezin uit de middenklasse. Hij ging naar de Polaris High School in Oak Lawn, Illinois, nadat hij hierheen verhuisd was. Op tienjarige leeftijd verhuisde Ye met zijn moeder naar Nanking in China, omdat zijn moeder daar op de Universiteit van Nanking les moest geven.
Ye liet al vroeg zien veel affiniteit met kunst te hebben; hij begon met dichten toen hij vijf jaar oud was. Toen Ye begon met rappen steunde zijn moeder hem financieel zodat hij in een studio kon werken. Ondanks dat het een kleine studio was waar een microfoon aan het plafond hing heeft zij hem altijd gesteund en aangemoedigd. In deze periode leerde hij producer en DJ No I.D. kennen waarmee hij al snel goed bevriend raakte. No I.D. werd Ye's mentor en leerde hem hoe hij moest samplen en producen. Toen Ye 20 jaar werd stopte hij met school om te werken aan zijn muziekcarrière.

### Muziekcarrière
Ye begon met produceren in de jaren '90, hij maakte toen vrijwel alleen beats voor beginnende lokale artiesten. Zijn eerste officiële productie waren acht nummers van het album Down to Earth (1996) van Grav, een rapper uit Chicago. Een tijdje trad Ye op als de ghost-producer van D-Dot. Door zijn werk voor D-Dot kon West geen solocarrière ontwikkelen en daarom sloot hij zich aan bij de Go-Getters, een rapgroep uit Chicago.
Ye brak echt door in de jaren 2000, toen hij in 2003 begon met produceren voor Roc-A-Fella, maar zijn wens was om rapper te worden. Zijn doorbraak in de rapscene kwam na het bijna fatale ongeluk dat Ye kreeg in de nacht van 23 op 24 oktober 2002. Hij reed vanuit de studio in California naar huis waar hij achter het stuur in slaap viel. Door het ongeluk verbrijzelde zijn gehele gebit en onderging hij een reconstructieve operatie. Na het ongeluk nam hij het nummer Through The Wire op terwijl zijn mond nog dichtgenaaid was. Hij bracht dit nummer in eerste instantie uit op zijn mixtape Get Well Soon.
Na dit voorval besloot hij zich volledig op het rappen te concentreren en begon hij te werken aan zijn debuutalbum The College Dropout.

### 2003-2006:The College DropoutenLate Registration
Ye nam het laatste gedeelte van zijn debuutalbum op in Los Angeles, waar hij revalideerde van zijn ongeluk. Toen hij het album af had, lekte dit maanden voor de officiële releasedatum uit. Hier zag hij zijn kans, hij gebruikte deze gebeurtenis om zijn album te herzien en mixte het opnieuw. Ye bracht zijn debuutalbum, The College Dropout, officieel uit op 10 februari 2004. Het album kwam als nummer 2 binnen op de Billboard Top 200. Het album leverde hem 10 Grammy-nominaties op, waaronder Album of the Year en Best Rap Album. Gedurende deze periode richtte hij het muzieklabel en managementservice GOOD Music op. Artiesten als No I.D. en John Legend tekenden al snel bij zijn label.
Hierna begon hij te werken aan zijn tweede studioalbum, waar hij meer dan twee miljoen euro in investeerde. Hij bracht zijn tweede studioalbum, Late Registration uit op 30 augustus 2005. Hij verkocht in de Verenigde Staten ruim 2,3 miljoen exemplaren van het album voor het einde van 2005.
De eerste grootschalige controverse ontstond daags na het uitbrengen van zijn tweede album. Hij presenteerde samen met acteur Mike Myers een benefietconcert voor de slachtoffers van orkaan Katrina. Hier week hij af van het script en sprak de inmiddels befaamde bewoordingen "George Bush doesn't care about black people" uit. Voormalig president George W. Bush gaf later te kennen dat dit een van de meest walgelijke momenten van zijn presidentschap was.

### 2007-2009:Graduation,808s & Heartbreaken VMA controverse
Nadat hij vrijwel het gehele voorgaande jaar toerde met U2 raakte hij geïnspireerd om aan zijn derde studioalbum te werken. Zijn doel was muziek op te nemen die het goed zou doen in grootschalige arena's. Het album zorgde voor een grote publiciteit, dit gezien het feit dat het album dezelfde releasedatum had als het album Curtis van rapper 50 Cent. Hierdoor ontstond een strijd tussen beide artiesten. Zijn derde studioalbum, Graduation, kwam uit op 11 september 2007 en verkocht veel meer exemplaren dan het album van 50 Cent. Het album kwam op nummer 1 binnen op de Billboard top 200 en verkocht 957.000 exemplaren in de eerste week. Recensenten zijn van mening dat het album ervoor heeft gezorgd dat er een shift ontstond in hiphop.
Ye's leven veranderde drastisch toen zijn moeder in november 2007 stierf nadat er complicaties waren ontstaan na een cosmetische operatie. Een aantal maanden later verbrak hij zijn verloving met Alexis Phifer met wie hij al ruim vijf jaar samen was. Deze gebeurtenissen zijn van grote invloed geweest op Ye. Omdat Ye het gevoel had dat hij zijn emoties niet goed kon overbrengen met rap besloot hij te zingen, waarbij hij veelvuldig gebruikmaakte van Auto-Tune. Hij begon met het opnemen van zijn vierde studioalbum. Het album werd in drie weken opgenomen in Honolulu. Zijn vierde studioalbum, 808s & Heartbreak, kwam uit op 24 november 2008. Het album leverde hem overwegend positieve recensies op, hoewel er ook sprake was van gemengde recensies.
Zijn grootste controverse vond een jaar later plaats. Op de MTV Video Music Awards stormde hij het podium op terwijl Taylor Swift een speech hield nadat zij een prijs won voor Best Female Video. Ye greep de microfoon uit haar handen en beweerde dat Beyoncé "One of the best videos of all time" had. Deze actie zorgde voor veel verontwaardiging in de muziekindustrie. Ye's Fame Kills Tour met Lady Gaga werd gecanceld als gevolg van deze controverse.

### 2010-2012:My Beautiful Dark Twisted Fantasyen gezamenlijke albums
Na het incident tijdens de MTV Video Music Awards besloot Ye zijn muziekcarrière tijdelijk te pauzeren. Hij stortte zich in deze periode op mode. Maanden later begon hij in Hawaï met het schrijven van zijn volgende album. Hier liet hij zijn favoriete producers en artiesten naartoe komen. Artiesten en vrienden als Kid Cudi, Jay-Z en Pusha T hebben een bijdrage geleverd aan het album. My Beautiful Dark Twisted Fantasy was zijn vijfde studioalbum en het verscheen op 22 november 2010. Het album wordt beschouwd als zijn beste werk en resulteerde in zijn terugkeer in de muziek. Het album bevatte de internationale hit All of the Lights. Ook bracht Ye een 35-minuten durende film uit, genaamd Runaway.
Ye kondigde op Twitter aan dat hij een gezamenlijke ep met Jay-Z wilde uitbrengen. Later onthulde hij dat er gewerkt zou worden aan een volledig studioalbum. Op 12 augustus 2011 brachten Ye en Jay-Z gezamenlijk het collaboratiealbum Watch the Throne uit. In 2012 bracht West het compilatiealbum Cruel Summer uit, dit album bevat nummers van artiesten getekend op het muzieklabel GOOD Music, waaronder Pusha-T, Teyana Taylor, Kid Cudi en Travis Scott. Het album verkocht ruim 205.000 exemplaren in de eerste week.

### 2013-2015:Yeezus
In 2013 begon Ye te werken aan zijn zesde studioalbum. Vijftien dagen voor de releasedatum contacteerde hij producer Rick Rubin om het album zo minimalistisch mogelijk te maken. Om het album te promoten toonde Ye wereldwijd videoprojecties van de clip New Slaves. Ook in Amsterdam was deze projectie te zien.Yeezus, Ye's zesde studioalbum, werd uitgebracht op 18 juni 2013. Het album kwam op nummer 1 binnen in de Amerikaanse hitlijst.
In november 2013 liet Ye weten te werken aan zijn volgende album dat de werktitel Yeezus II droeg. Hij gaf aan dat het album zou moeten uitkomen in 2014. Ye bracht de single Only One, met Paul McCartney, op 31 december 2014 uit.
In maart 2015 gaf Ye aan dat de titel van zijn volgende album in tegenstelling tot eerdere uitspraken So Help Me God zou worden. FourFiveSeconds, een gezamenlijke single met Rihanna en Paul McCartney, werd op 23 januari 2015 uitgegeven. Ye trad ook op tijdens de veertigste verjaardag van Saturday Night Live. Op 2 maart 2015 bracht Ye de single All Day uit. In mei 2015 kondigde Ye aan de titel van zijn nieuwe album te wijzigen van So Help Me God naar SWISH. Later veranderde hij de titel opnieuw, dit keer naar Waves.

### 2016-2017:The Life of Pabloen afgebroken tour
Op 10 februari 2016 kondigde hij de definitieve titel The Life of Pablo aan, samen met de tracklisting en de albumcover. De lancering van het album vond plaats op 11 februari 2016, in Madison Square Garden, waar hij ook zijn kledinglijn Yeezy Season 3 lanceerde. Doordat Ye extra muziek wilde toevoegen werd het album officieel pas uitgebracht op 14 februari 2016. Het album was eerst alleen exclusief te beluisteren op Tidal, maar is sinds 1 april 2016 ook beschikbaar op Spotify en Apple Music. Ook na de release bleef Ye aanpassingen doen aan het album. Hij noemde het een "living breathing changing creative expression".
In februari 2016 liet Ye weten alweer aan zijn volgende album te werken, dat in de zomer van 2016 uit zou moeten komen. Het album kreeg de werktitel Turbo GrafX 16, vernoemd naar de console uit de jaren 90. In juni 2016 bracht Ye de single Champions uit, het zou de eerste single zijn van Cruel Winter, de opvolger van het eerder uitgebrachte Cruel Summer. Dit album is tot op heden nog niet verschenen. Een maand later liet Ye ook weten dat er een gezamenlijk album met Drake zou verschijnen, dit album kreeg de werktitel Wolves. Ook dit album is nooit verschenen.
In oktober 2016 stelde Ye een aantal data van zijn tour uit nadat zijn vrouw Kim Kardashian werd beroofd in haar hotelkamer in Parijs. Op 21 november 2016 cancelde hij de resterende data van zijn tour. Ye werd ter observatie opgenomen in UCLA Medical Center, waar duidelijk werd dat hij leed aan overmatig slaaptekort en uitdroging. Na zijn opname verscheen Ye ruim 11 maanden niet in de publiciteit.

### 2017-2019:Yeen de Wyoming sessies
In mei 2017 werd duidelijk dat Ye bezig was met een nieuw studioalbum. Hij kondigde op Twitter aan dat hij twee nieuwe albums zou uitbrengen; een soloalbum getiteld Ye en een gezamenlijk album met Kid Cudi met de titel Kids See Ghosts. Daarnaast liet hij ook weten dat hij de albums van Pusha-T, Teyana Taylor en Nas zou produceren.
Op 25 mei 2018 kwam het eerste album uit dat in Wyoming was opgenomen. Dit was het album van Pusha-T, getiteld Daytona. Een week later, op 1 juni 2018 kwam het achtste studioalbum Ye uit. Ye liet weten eerdere opnames van dit album te hebben geschrapt en heeft de opnames binnen een maand voorafgaand aan het uitkomen opnieuw opgenomen. Op 8 juni 2018 bracht Ye het gezamenlijke album Kids See Ghosts met Kid Cudi uit. Ook de door Ye geproduceerde albums Nasir en K.T.S.E. van respectievelijk Nas en Teyana Taylor kwamen in deze maand uit.
Op 7 september 2018 bracht Ye in samenwerking met rapper Lil Pump de single I Love It uit. Twee dagen later kondigde Ye op Twitter aan dat Watch The Throne 2 snel zou uitkomen. Later die maand kondigde Ye ook aan dat zijn negende studioalbum Yandhi eind september zou uitkomen. Dit album zou worden opgevolgd door een gezamenlijk album Good Ass Job, in samenwerking met Chance the Rapper. Yandhi werd uitgesteld omdat het album nog niet af zou zijn en zou nu in november 2018 uitkomen. Uiteindelijk werd het album nogmaals tot nader order uitgesteld. Gedurende het najaar van 2018 en het voorjaar van 2019 lekte het project volledig uit en werd het project geschrapt.

### 2019-2021:Jesus is King, Jesus is Bornen presidentsverkiezingen
Sinds januari 2019 treedt Ye wekelijks op met zijn gospeldienst Sunday Service na zijn toewijding tot het christendom. Op 29 augustus 2019 kondigde zijn vrouw Kim Kardashian op Twitter aan dat zijn volgende project de titel Jesus is King zou krijgen. Op 25 oktober 2019 bracht Ye zijn negende studioalbum Jesus Is King uit. Het album leverde Ye zijn 22e Grammy Award op. In het najaar van 2019 werkte Ye met Vanessa Beecroft aan twee opera's: Nebuchadnezzar en Mary. Op 25 december 2019 bracht Ye in samenwerking met zijn koor Sunday Service het album Jesus Is Born uit. Het album bevatte enkele eerder uitgebrachte nummers van Ye, die in een nieuw jasje waren gestoken.
Hierna begon Ye te werken aan zijn nieuwe studioalbum met de werktitel God's Country. Op 30 juni 2020 bracht West de single en videoclip Wash Us In The Blood uit, een samenwerking met Travis Scott. Uiteindelijk kondigde West aan dat het album een andere titel zou krijgen: Donda, vernoemd naar zijn moeder.
In juli 2020, vier maanden voor de Amerikaanse presidentsverkiezingen, haalde de partijloze Kanye West (Ye) kortstondig de publiciteit door via sociale media aan te kondigen zich kandidaat te willen stellen voor het ambt van President van de Verenigde Staten. Hoewel hij al snel te kennen gaf van het plan af te zien, trof hij daarna toch campagnevoorbereidingen. Er kon in twaalf staten op hem gestemd worden.
Op 25 december 2020, precies een jaar na het uitbrengen van het album Jesus is Born, bracht Ye in samenwerking met zijn koor Sunday Service de ep Emmanuel uit. De ep bevatte Gregoriaanse muziek en bestond uit vijf nummers. Op dezelfde dag kwam ook het album Whole Lotta Red van Playboi Carti uit; Ye fungeerde als uitvoerend producent van dit album.

### 2021-2022:DondaenDonda 2
In juli 2021 postte rapper Consequence een video op Instagram waar Ye in de studio te zien was met Tyler, the Creator. Twee dagen later liet rapper Pusha-T weten dat Ye op 22 juli 2021 een listening event zou houden in het Mercedes-Benz Stadium. Muzieklabel Def Jam Recordings bevestigde dat het tiende studioalbum Donda een dag later op 23 juli 2021 zou uitkomen. Het album verscheen echter niet op deze datum en Ye besloot tijdelijk te verblijven in een van de kleedkamers van het stadion. Hij verbouwde deze kleedkamer tot een ware studio en bleef hier gedurende drie weken aan het album werken. Op social media verschenen beelden van artiesten Playboi Carti en 2 Chainz die in het stadion aan het album werkte. 
Op 5 en 18 augustus 2021 werden respectievelijk een tweede en derde listening event gegeven in het stadion. Vervolgens werd op 26 augustus nog een vierde listening event gehouden in het Soldier Field-stadion in Chicago. West verdiende ongeveer 12 miljoen dollar met deze listening events.
Zijn tiende studioalbum Donda verscheen uiteindelijk op 29 augustus 2021. Het album brak al snel verschillende records. Het album stond op de dag van uitgave in maar liefst 152 landen via Apple Music op nummer 1. Het album werd in de eerste week ruim 775 miljoen keer gestreamd. Ook in de Nederlandse hitlijsten was het album een groot succes, zo kwam het album op 4 september 2021 binnen op nummer 1 in de Album Top 100.
Op 23 februari 2022 bracht Ye zijn demoalbum Donda 2 exclusief uit op de Stem Player, een audioapparaat ontwikkeld door Ye. Op dit apparaat kunnen verschillende delen van een nummer, zoals zang, drums of piano, worden geselecteerd en los worden beluisterd.

### 2023-heden:Vultures 1,Vultures 2enBully
Op 10 februari 2024 bracht Ye zijn elfde studioalbum uit, getiteld Vultures 1. Het album is een gezamenlijk album met Ty Dolla $ign; hiervoor vormden de twee het duo ¥$. Het album bevat 16 nummers, waaronder samenwerkingen met Playboi Carti, Rich The Kid en zelfs Ye's dochter North West in het nummer Talking. Het album is opgenomen in studio's in Italië en Saoedi-Arabië. Het album stond binnen een paar uur na verschijnen in 72 landen op nummer 1 in hitlijsten van verschillende streamingsdiensten.
Twee dagen na de release van het album op Spotify raakte Ye in een conflict over de track Good (Don't Die) op Ye's nieuwe album. De track zou te veel lijken op het nummer I Feel Love van Donna Summer. Ye had gevraagd of hij delen van het nummer kon gebruiken, maar dat verzoek was geweigerd. Nadat Ye de track alsnog had uitgebracht, werd het nummer van de streamingsdiensten verwijderd. Ook raakte Ye in conflict met Ozzy Osbourne. Hij wilde een stuk uit het nummer van Osbourne samplen voor de track Carnival, maar kreeg geen toestemming vanwege zijn antisemitische uitspraken. Daarom verving hij het stuk door zijn eigen nummer Hell of a Life uit 2010 te samplen, waarin het oorspronkelijke nummer van Osbourne al wordt gesampled.
Op 24 april 2024 verscheen een remix van het nummer Like That op het YouTubekanaal van Ye. In de remix dist Ye de rappers Drake en J. Cole. In het oorspronkelijke nummer, een samenwerking tussen Future, Metro Boomin en Kendrick Lamar dist Lamar de rappers Drake en Cole ook.
Op 3 augustus 2024 bracht Ye Vultures 2 uit. Op het album zijn verschillende artiesten te horen zoals Travis Scott, Playboi Carti, Lil Baby en Future. Het album werd aanvankelijk slecht ontvangen door fans en recensenten.
Nadat Ye in 2022 in eerste instantie zijn album Donda 2 exclusief op zijn Stem Player uitbracht, verscheen het album op 6 juni 2025 op verschillende streamingsdiensten. Hiervoor had hij meerdere conflicten met streamingsdiensten over de release. Het album was eerder al uitgelekt op verschillende platformen.
Op 20 juni 2025 bracht Ye een nieuwe driedelige single uit voor zijn zestiende studioalbum met de werknaam Bully. Op 4 juli 2025 bracht Ye opnieuw singles uit voor Bully, ditmaal twee nummers. Het album Bully zal worden uitgebracht op 26 september 2025.

### Privé
In 2012 begon Ye te daten met Kim Kardashian, met wie hij al langere tijd bevriend was. In oktober 2013 verloofde het stel zich. West trouwde in 2014 met Kim Kardashian, het huwelijk vond plaats in Florence. Zij hebben samen vier kinderen: North West (geboren in juni 2013), Saint West (geboren in december 2015), Chicago West (geboren in januari 2018) en Psalm West (geboren in mei 2019). In februari 2021 vroeg Kim een echtscheiding aan. In augustus 2021 kwamen er echter berichten naar buiten dat Ye en Kim weer nader tot elkaar zijn gekomen en dat de scheiding op een lager pitje is gezet. Sinds 2022 of eerder heeft Ye een relatie met Bianca Censori.
Eind 2022 deed Ye een reeks antisemitische uitspraken, die resulteerden in de beëindiging van zijn samenwerkingen, sponsoring en partnerschappen met Vogue, CAA, Balenciaga, Gap en Adidas. Ye werd alom veroordeeld nadat hij verscheen op een diner dat Donald Trump in Mar-a-Lago organiseerde naast de rechts-extremist Nick Fuentes. In een daaropvolgend optreden in december op Alex Jones' InfoWars, prees Ye Adolf Hitler, ontkende de Holocaust en identificeerde zich als een nazi. Na het interview, werd Ye's Twitter-account beëindigd nadat hij een afbeelding plaatste van een hakenkruis verstrengeld in een Davidster. Vervolgens trok de School of the Art Institute of Chicago Ye's eredoctoraat in.

## Andere ondernemingen

### Zakelijke ondernemingen
In september 2005 kondigde Ye aan een kledinglijn, genaamd Pastelle Clothing, uit te brengen in de lente van 2006. De lijn kwam er echter nooit en werd geannuleerd in 2009.
In 2009 werkte Ye samen met Nike voor de schoenenlijn Air Yeezys, met een tweede versie in 2012. In januari 2009 kwam Ye met een eigen schoenenlijn voor Louis Vuitton op de Paris Fashion Week. Ye maakte verder nog een schoenenlijn voor BAPE en Giuseppe Zanotti.
Adidas en Ye maakten in 2015 hun samenwerking bekend. Ze ontwierpen samen de Adidas Yeezy Boost 350, Adidas Yeezy Boost 750, Adidas Yeezy Boost 950 en de kledingcollectie genaamd Yeezy. De samenwerking werd in 2022 stopgezet.
In oktober 2022 maakte hij bekend de sociale netwerksite Parler te willen kopen. Begin december van datzelfde jaar werd bekendgemaakt dat de koop niet doorging.

### Filantropie
Samen met zijn moeder stichtte Ye in 2003 de "Kanye West Foundation" in Chicago, met als doel schooluitval en analfabetisme te bestrijden en in samenwerking met maatschappelijke organisaties kansarme jongeren toegang tot het muziekonderwijs te verschaffen. Na de dood van zijn moeder in 2007 werd de stichting omgedoopt tot "The Dr. Donda West Foundation". De stichting staakte haar activiteiten in 2011.

## Discografie

### Albums
| Album met eventuele hitnotering(en) in de Nederlandse Album Top 100 | Datum van verschijnen | Datum van binnenkomst | Hoogste positie | Aantal weken | Opmerkingen       |
| ------------------------------------------------------------------- | --------------------- | --------------------- | --------------- | ------------ | ----------------- |
| The College Dropout                                                 | 09-02-2004            | 27-03-2004            | 53              | 21           |                   |
| Late Registration                                                   | 29-08-2005            | 03-09-2005            | 24              | 18           |                   |
| Graduation                                                          | 07-09-2007            | 15-09-2007            | 11              | 7            |                   |
| 808s & Heartbreak                                                   | 21-11-2008            | 29-11-2008            | 42              | 11           |                   |
| My Beautiful Dark Twisted Fantasy                                   | 19-11-2010            | 27-11-2010            | 17              | 20           |                   |
| Watch the Throne                                                    | 12-08-2011            | 13-08-2011            | 3               | 10           | met Jay-Z         |
| Yeezus                                                              | 18-06-2013            | 22-06-2013            | 16              | 8            |                   |
| The Life of Pablo                                                   | 11-02-2016            | 16-04-2016            | 8               | 50           |                   |
| Ye                                                                  | 01-06-2018            | 09-06-2018            | 3               | 11           |                   |
| Kids See Ghosts                                                     | 08-06-2018            | 16-06-2018            | 5               | 4            | met Kid Cudi      |
| Jesus Is King                                                       | 25-10-2020            | 02-11-2020            | 3               | 8            |                   |
| Donda                                                               | 29-08-2021            | 04-09-2021            | 1(1wk)          | 22           |                   |
| Vultures 1                                                          | 10-02-2024            | 17-02-2024            | 1(2wk)          | 15           | met Ty Dolla $ign |
| Vultures 2                                                          | 03-08-2024            | 10-08-2024            | 6               | 2            | met Ty Dolla $ign |

| Album met hitnotering(en) in de Vlaamse Ultratop 200 albums | Datum van verschijnen | Datum van binnenkomst | Hoogste positie | Aantal weken | Opmerkingen       |
| ----------------------------------------------------------- | --------------------- | --------------------- | --------------- | ------------ | ----------------- |
| Late Registration                                           | 2005                  | 10-09-2005            | 43              | 12           |                   |
| Graduation                                                  | 2007                  | 15-09-2007            | 11              | 100*         |                   |
| 808s & Heartbreak                                           | 2008                  | 29-11-2008            | 21              | 23           |                   |
| My Beautiful Dark Twisted Fantasy                           | 2010                  | 27-11-2010            | 21              | 92*          |                   |
| Watch the Throne                                            | 2011                  | 20-08-2011            | 7               | 8            | met Jay-Z         |
| Yeezus                                                      | 2013                  | 29-06-2013            | 4               | 22           |                   |
| Ye                                                          | 2018                  | 09-06-2018            | 6               | 20           |                   |
| Kids See Ghosts                                             | 2018                  | 16-06-2018            | 14              | 14           | met Kid Cudi      |
| Jesus Is King                                               | 2019                  | 25-10-2019            | 6               | 17           |                   |
| Donda                                                       | 2021                  | 04-09-2021            | 1(1wk)          | 46*          |                   |
| Vultures 1                                                  | 2024                  | 17-02-2024            | 1(1wk)          | 20           | met Ty Dolla $ign |
| Vultures 2                                                  | 2024                  | 10-08-2024            | 7               | 4            | met Ty Dolla $ign |

### Singles
| Single met eventuele hitnotering(en) in de Nederlandse Top 40 | Datum van verschijnen | Datum van binnenkomst | Hoogste positie | Aantal weken | Opmerkingen                                                                          |
| ------------------------------------------------------------- | --------------------- | --------------------- | --------------- | ------------ | ------------------------------------------------------------------------------------ |
| Slow jamz                                                     | 2003                  | 13-03-2004            | 14              | 7            | met Twista en Jamie Foxx / Nr. 15 in de Single Top 100                               |
| Through the wire                                              | 2003                  | 15-05-2004            | 23              | 7            | Nr. 25 in de Single Top 100                                                          |
| Talk about our love                                           | 2004                  | 26-06-2004            | 38              | 3            | met Brandy / Nr. 25 in de Single Top 100                                             |
| All falls down                                                | 2004                  | 26-06-2004            | tip10           | -            | met Syleena Johnson / Nr. 85 in de Single Top 100                                    |
| Diamonds from Sierra Leone                                    | 2005                  | 23-07-2005            | tip3            | -            | met Alla Jackson / Nr. 56 in de Single Top 100                                       |
| Gold Digger                                                   | 2005                  | 29-10-2005            | 20              | 9            | met Jamie Foxx / Nr. 22 in de Single Top 100                                         |
| Heard 'em say                                                 | 2005                  | 11-02-2006            | tip12           | -            | met Adam Levine / Nr. 67 in de Single Top 100                                        |
| Touch the Sky                                                 | 2006                  | 06-05-2006            | tip7            | -            | met Lupe Fiasco / Nr. 64 in de Single Top 100                                        |
| Extravaganza                                                  | 2006                  | 17-06-2006            | tip19           | -            | met Jamie Foxx                                                                       |
| Stronger                                                      | 2007                  | 21-07-2007            | tip2            | -            | met Daft Punk / Nr. 35 in de Single Top 100                                          |
| Homecoming                                                    | 2008                  | 16-02-2008            | 26              | 7            | met Chris Martin / Nr. 39 in de Single Top 100                                       |
| American Boy                                                  | 2008                  | 26-04-2008            | 6               | 21           | met Estelle / Nr. 5 in de Single Top 100                                             |
| Love Lockdown                                                 | 05-09-2008            | 22-11-2008            | 13              | 12           | Nr. 10 in de Single Top 100                                                          |
| Heartless                                                     | 2009                  | 07-03-2009            | 20              | 7            | met T-Pain / Nr. 31 in de Single Top 100                                             |
| Knock You Down                                                | 2009                  | 25-07-2009            | 8               | 12           | met Keri Hilson & Ne-Yo / Nr. 24 in de Single Top 100 / Alarmschijf                  |
| Run This Town                                                 | 2009                  | 12-09-2009            | 10              | 11           | met Jay-Z & Rihanna / Nr. 30 in de Single Top 100                                    |
| Runaway                                                       | 11-10-2010            | 04-12-2010            | tip14           | -            | met Pusha T                                                                          |
| H•A•M                                                         | 17-01-2011            | -                     |                 |              | met Jay-Z / Nr. 53 in de Single Top 100                                              |
| E.T.                                                          | 14-02-2011            | 05-03-2011            | 27              | 6            | met Katy Perry / Nr. 39 in de Single Top 100 / Alarmschijf                           |
| Otis                                                          | 25-07-2011            | -                     |                 |              | met Jay-Z & Otis Redding / Nr. 73 in de Single Top 100                               |
| Niggas in Paris                                               | 13-02-2012            | 30-06-2012            | 37              | 4            | met Jay-Z / Nr. 28 in de Single Top 100                                              |
| Clique                                                        | 24-09-2012            | -                     |                 |              | met Jay-Z & Big Sean / Nr. 85 in de Single Top 100                                   |
| Only one                                                      | 2014                  | 10-01-2015            | tip2            | -            | met Paul McCartney / Nr. 82 in de Single Top 100                                     |
| FourFiveSeconds                                               | 24-01-2015            | 07-02-2015            | 2               | 24           | met Rihanna & Paul McCartney / Nr. 2 in de Single Top 100 / Alarmschijf              |
| All Day                                                       | 02-03-2015            | -                     |                 |              | met Theophilus London, Allan Kingdom en Paul McCartney / Nr. 93 in de Single Top 100 |
| Famous                                                        | 2016                  | 23-04-2016            | tip7            | -            | met Rick Ross, Rihanna & Swizz Beatz / Nr. 55 in de Single Top 100                   |
| Father stretch my hands part 1                                | 2016                  | -                     |                 |              | Nr. 97 in de Single Top 100                                                          |
| Father stretch my hands part 2                                | 2016                  | -                     |                 |              | Nr. 100 in de Single Top 100                                                         |
| Pop style                                                     | 2016                  | -                     |                 |              | met Drake / Nr. 73 in de Single Top 100                                              |
| All mine                                                      | 2018                  | -                     |                 |              | Nr. 46 in de Single Top 100                                                          |
| Yikes                                                         | 2018                  | -                     |                 |              | Nr. 77 in de Single Top 100                                                          |
| Ghosttown                                                     | 2018                  | -                     |                 |              | Nr. 81 in de Single Top 100                                                          |
| I Love It                                                     | 2018                  | 16-10-2018            | 16              | 5            | met Lil Pump / Nr. 8 in de Single Top 100                                            |
| Mama                                                          | 2018                  | -                     |                 |              | met 6ix9ine & Nicki Minaj / Nr. 63 in de Single Top 100                              |
| Follow god                                                    | 2019                  | 02-11-2019            | tip16           | -            |                                                                                      |
| Ego death                                                     | 2020                  | 11-07-2020            | tip13           | -            | met Ty Dolla Sign, FKA Twigs & Skrillex                                              |
| Jail                                                          | 2021                  | 04-09-2021            | tip18*          |              |                                                                                      |

| Single met hitnotering(en) in de Vlaamse Ultratop 50 | Datum van verschijnen | Datum van binnenkomst | Hoogste positie | Aantal weken | Opmerkingen                                                                   |
| ---------------------------------------------------- | --------------------- | --------------------- | --------------- | ------------ | ----------------------------------------------------------------------------- |
| Slow jamz                                            | 2003                  | 27-03-2004            | tip4            | -            | met Twista en Jamie Foxx                                                      |
| Through the wire                                     | 2003                  | 08-05-2004            | 48              | 1            |                                                                               |
| Talk about our love                                  | 2004                  | 10-07-2004            | tip11           | -            | met Brandy                                                                    |
| All falls down                                       | 2004                  | 31-07-2004            | tip7            | -            | met Syleena Johnson                                                           |
| Gold Digger                                          | 2005                  | 10-12-2005            | tip4            | -            | met Jamie Foxx                                                                |
| Number one                                           | 2006                  | 19-08-2006            | tip8            | -            | met Pharrell                                                                  |
| Stronger                                             | 2007                  | 18-08-2007            | tip3            | -            | met Daft Punk                                                                 |
| Good life                                            | 2007                  | 12-01-2008            | tip18           | -            | met T-Pain                                                                    |
| Flashing lights                                      | 2008                  | 12-04-2008            | tip5            | -            | met Dwele                                                                     |
| American boy                                         | 2008                  | 26-04-2008            | 1(2wk)          | 24           | met Estelle / Nr. 1 in de Radio 2 Top 30 / Goud                               |
| Homecoming                                           | 2008                  | 16-08-2008            | 17              | 16           | met Chris Martin                                                              |
| Love lockdown                                        | 2008                  | 08-11-2008            | 13              | 16           |                                                                               |
| Heartless                                            | 2009                  | 21-02-2009            | 40              | 4            |                                                                               |
| Make her say                                         | 2009                  | 18-07-2009            | tip18           | -            | met Kid Cudi & Common                                                         |
| Knock you down                                       | 2009                  | 22-08-2009            | 49              | 1            | met Keri Hilson & Ne-Yo                                                       |
| Paranoid                                             | 2009                  | 29-08-2009            | tip15           | -            | met Mr. Hudson                                                                |
| Run this town                                        | 2009                  | 12-09-2009            | 28              | 10           | met Jay-Z & Rihanna                                                           |
| Power                                                | 2010                  | 11-09-2010            | tip39           | -            | met Dwele                                                                     |
| Runaway                                              | 2010                  | 30-10-2010            | tip11           | -            | met Pusha T                                                                   |
| All of the Lights                                    | 2011                  | 26-03-2011            | 27              | 10           | met Rihanna & Kid Cudi                                                        |
| E.T.                                                 | 2011                  | 16-04-2011            | 24              | 11           | met Katy Perry                                                                |
| Otis                                                 | 2011                  | 13-08-2011            | tip5            | -            | met Jay-Z & Otis Redding                                                      |
| Niggas in Paris                                      | 2012                  | 10-03-2012            | 17              | 35           | met Jay-Z                                                                     |
| No church in the wild                                | 28-05-2012            | 30-06-2012            | 40              | 4            | met Jay-Z & Frank Ocean                                                       |
| Mercy                                                | 2012                  | 08-09-2012            | tip85           | -            | met Big Sean, Pusha T & 2 Chainz                                              |
| Clique                                               | 2012                  | 29-09-2012            | tip6            | -            | met Jay-Z & Big Sean                                                          |
| Black skinhead                                       | 2013                  | 17-08-2013            | tip59           | -            |                                                                               |
| Bound 2                                              | 2013                  | 14-12-2013            | tip53           | -            |                                                                               |
| Thank you                                            | 2013                  | 25-01-2014            | tip35           | -            | met Busta Rhymes, Q-Tip & Lil Wayne                                           |
| Only one                                             | 2014                  | 10-01-2015            | tip18           | -            | met Paul McCartney                                                            |
| FourFiveSeconds                                      | 2015                  | 07-02-2015            | 5               | 18           | met Rihanna & Paul McCartney                                                  |
| All Day                                              | 2015                  | 14-03-2015            | tip47           | -            | met Theophilus London, Allan Kingdom en Paul McCartney                        |
| Jukebox joints                                       | 2015                  | 12-09-2015            | tip65           | -            | met A$AP Rocky & Joe Fox                                                      |
| Famous                                               | 2016                  | 16-04-2016            | tip2            | -            | met Rick Ross, Rihanna & Swizz Beatz                                          |
| Pop style                                            | 2016                  | 16-04-2016            | tip             | -            | met Drake                                                                     |
| That part                                            | 2016                  | 23-07-2016            | tip             | -            | met Schoolboy Q                                                               |
| Champions                                            | 2016                  | 23-07-2016            | tip             | -            | met Gucci Mane, Big Sean, 2 Chainz, Travis Scott, Yo Gotti, Quavo & Desiigner |
| Fade                                                 | 2016                  | 17-09-2016            | tip31           | -            |                                                                               |
| Ye vs. The People                                    | 2018                  | 05-05-2018            | tip             | -            | met T.I.                                                                      |
| Watch                                                | 2018                  | 12-05-2018            | tip             | -            | met Travis Scott & Lil Uzi Vert                                               |
| All mine                                             | 2018                  | 09-06-2018            | tip7            | -            |                                                                               |
| Reborn                                               | 2018                  | 16-06-2018            | tip             | -            | met Kid Cudi                                                                  |
| I love it                                            | 2018                  | 22-09-2018            | 18              | 9            | met Lil Pump                                                                  |
| Carnival                                             | 2024                  | 24-02-2024            | 33              | 3*           | met Ty Dolla $ign                                                             |

### NPO Radio 2 Top 2000
| Nummers met noteringen in de NPO Radio 2 Top 2000 | '16  | '17  | '18  | '19  | '20  | '21  | '22  | '23  | '24  |
| ------------------------------------------------- | ---- | ---- | ---- | ---- | ---- | ---- | ---- | ---- | ---- |
| FourFiveSeconds (met Rihanna & Paul McCartney)    | 1708 | -    | 1875 | -    | -    | -    | -    | -    | -    |
| Homecoming (met Chris Martin)                     | -    | -    | -    | -    | -    | -    | -    | 1110 | 1110 |
| Niggas in Paris (met Jay-Z)                       | 1675 | 1908 | 1349 | 1596 | 1499 | 1374 | 1524 | 1159 | 1349 |

1. ↑  Een '-' betekent dat het nummer niet was genoteerd en een vetgedrukt getal geeft de hoogste notering van een nummer aan.
2. ↑  2016 was het eerste jaar met een notering voor Kanye West.